# Liste der Stolpersteine in der Provinz Forlì-Cesena

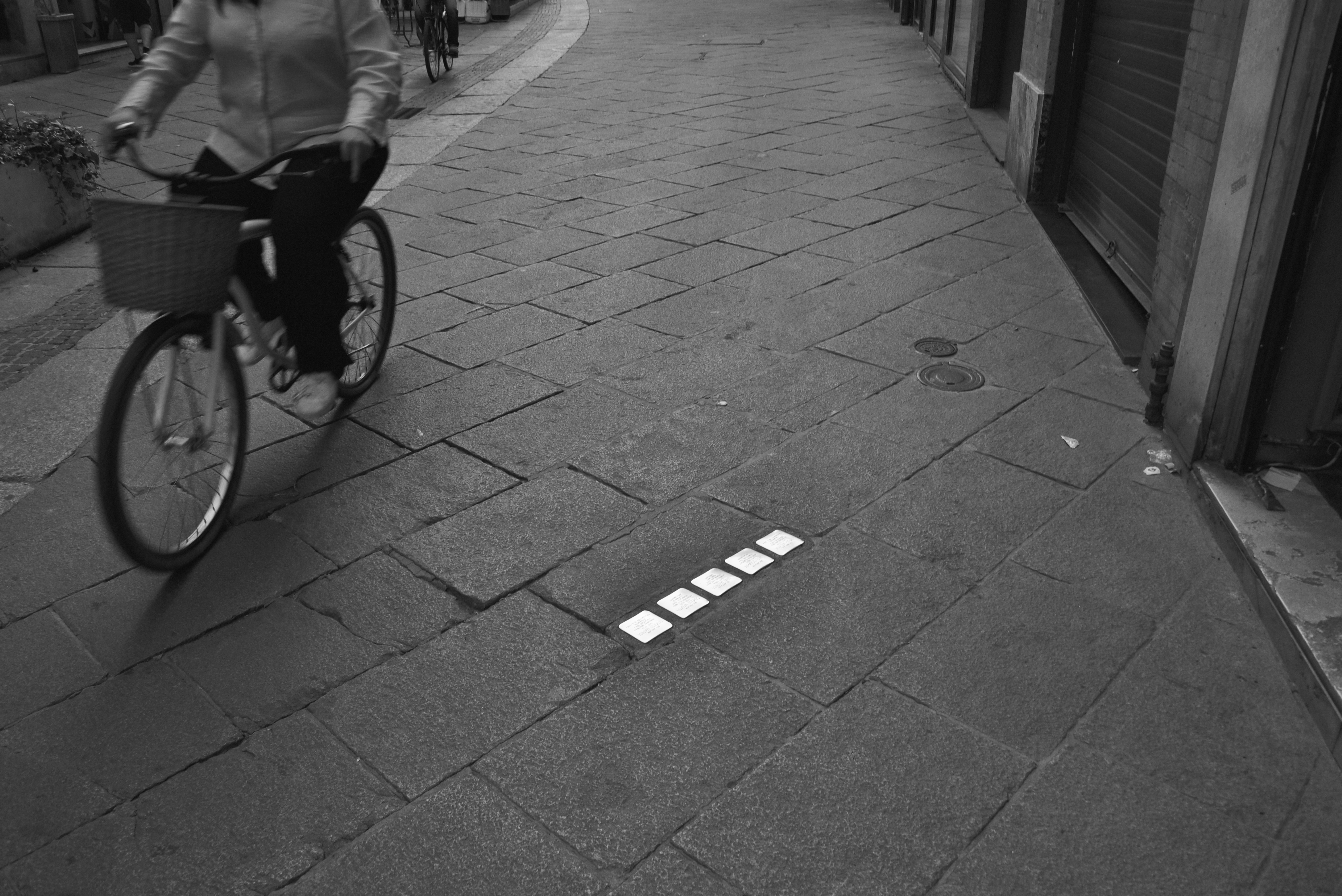
Stolpersteine in Forli

Die Liste der Stolpersteine in der Provinz Forlì-Cesena enthält die Stolpersteine, die vom deutschen Künstler Gunter Demnig in der Provinz Forlì-Cesena verlegt wurden, einer Provinz in der Region Emilia-Romagna. Stolpersteine erinnern an das Schicksal der Menschen, die von deutschen Nationalsozialisten ermordet, deportiert, vertrieben oder in den Suizid getrieben wurden. Sie liegen im Regelfall vor dem letzten selbstgewählten Wohnsitz des Opfers. Die italienische Übersetzung des Begriffes Stolpersteine lautet: pietre d’inciampo.
Die ersten Verlegungen in dieser Provinz fanden am 19. Januar 2022 in Cesena statt.

## Verlegte Stolpersteine

### Cesena
In Cesena wurden an drei Adressen neun Stolpersteine verlegt.
| Stolperstein | Übersetzung                                                                                        | Verlegeort        | Name, Leben                        |
| ------------ | -------------------------------------------------------------------------------------------------- | ----------------- | ---------------------------------- |
|              | HIER WOHNTE ANNA FORTI GEBOREN 1885 VERHAFTET 17.12.1943 DEPORTIERT AUSCHWITZ ERMORDET 6.2.1944    | Corso Garibaldi   | Anna Forti (1885–1944)             |
|              | HIER WOHNTE ELDA FORTI GEBOREN 1881 VERHAFTET 17.12.1943 DEPORTIERT AUSCHWITZ ERMORDET 6.2.1944    | Corso Garibaldi   | Elda Forti (1881–1944)             |
|              | HIER WOHNTE LINA FORTI GEBOREN 1883 VERHAFTET 17.12.1943 DEPORTIERT AUSCHWITZ ERMORDET 6.2.1944    | Corso Garibaldi   | Lina Forti (1883–1944)             |
|              | HIER WOHNTE LUCIA FORTI GEBOREN 1879 VERHAFTET 17.12.1943 DEPORTIERT AUSCHWITZ ERMORDET 6.2.1944   | Corso Garibaldi   | Lucia Forti (1879–1944)            |
|              | HIER WOHNTE DIANA JACCHIA GEBOREN 1881 VERHAFTET 17.12.1943 DEPORTIERT AUSCHWITZ ERMORDET 6.2.1944 | Corso Comandini   | Diana Jacchia (1881–1944)          |
|              | HIER WOHNTE DINA JACCHIA GEBOREN 1884 VERHAFTET 17.12.1943 DEPORTIERT AUSCHWITZ ERMORDET 6.2.1944  | Corso Comandini   | Dina Jacchia (1884–1944)           |
|              | HIER WOHNTE AMALIA LEVI GEBOREN 1893 DEPORTIERT AUSCHWITZ ERMORDET MAI 1944                        | Piazza del Popolo | Amalia Levi in Saralvo (1893–1944) |
|              | HIER WOHNTE GIORGIO SARALVO GEBOREN 1915 DEPORTIERT AUSCHWITZ ERMORDET 23.5.1944                   | Piazza del Popolo | Giorgio Saralvo (1915–1944)        |
|              | HIER WOHNTE MARIO SARALVO GEBOREN 1891 DEPORTIERT AUSCHWITZ ERMORDET 23.5.1944                     | Piazza del Popolo | Mario Saralvo (1891–1944)          |

### Forlì
In Forlì wurden an sieben Adressen 14 Stolpersteine verlegt.
| Stolperstein | Übersetzung                                                                                               | Verlegeort                     | Name, Leben |
| ------------ | --- | ------------------------------ | --- |
|              | HIER WOHNTE REMIGIO DIENA GEBOREN 1923 VERHAFTET 8.3.1944 DEPORTIERT 1944 AUSCHWITZ ERMORDET 1945         | Corso Diaz, 63                 | Remigio Diena (1923–1945)                                                                                                 |
|              | HIER WOHNTE ORSOLA FRANCA FERRINI GEBOREN 1923 VERHAFTET 7.8.1944 DEPORTIERT 1944 DACHAU BEFREIT          | Via Bruni, 16                  | Orsola Franca Ferrini (1923–2012)                                                                                         |
|              | HIER WOHNTE DON PIETRO GARBIN GEBOREN 1907 [...] VERHAFTET AUGUST 1944 GEFOLTERT BEFREIT AUGUST 1944      | Piazzetta Don Pietro Garbin, 8 | Don Pietro Garbin (1907–1973) Zwei Verkehrsflächen tragen seinen Namen – eine Piazzetta in Forlì und eine Via in Saletto. |
|              | HIER WOHNTE MATILDE HAKIM GEBOREN 1897 VERHAFTET 1.12.1943 DEPORTIERT 1944 ERMORDET                       | Corso Garibaldi, 2             | Matilde Hakim (1897–1944)                                                                                                 |
|              | HIER WOHNTE CAMELIA MATATIA GEBOREN 1926 VERHAFTET 1.12.1943 DEPORTIERT 1944 AUSCHWITZ ERMORDET           | Corso Garibaldi, 2             | Camelia Matatia (1926–1944)                                                                                               |
|              | HIER WOHNTE NINO MATATIA GEBOREN 1924 VERHAFTET 1.12.1943 DEPORTIERT 1944 AUSCHWITZ BEFREIT               | Corso Garibaldi, 2             | Nino Matatia (1924–1946). Er starb an den Folgen der KZ-Haft.                                                             |
|              | HIER WOHNTE NIISSIM MATATIA GEBOREN 1889 VERHAFTET NOV. 1943 DEPORTIERT 1943 AUSCHWITZ ERMORDET 27.4.1944 | Corso Garibaldi, 2             | Nissim Matatia (1889–1944)                                                                                                |
|              | HIER WOHNTE ROBERTO MATATIA GEBOREN 1889 VERHAFTET NOV. 1943 DEPORTIERT 1943 AUSCHWITZ ERMORDET 18.1.1944 | Corso Garibaldi, 2             | Roberto Matatia (1929–1944)                                                                                               |
|              | HIER WOHNTE GUSTAVO SARALVO GEBOREN 1890 VERHAFTET JUNI 1944 INTERNIERT 1944 MARRADI TOT 27.6.1944        | Corso della Repubblica, 108    | Gustavo Saralvo (1890–1944)                                                                                               |
|              | HIER WOHNTE RENZO SARALVO GEBOREN 1891 VERSTECKT ÜBERLEBT                                                 | Via Giorgio Regnoli, 88        | Renzo Saralvo (1891–) |
|              | HIER WOHNTE CELESTE SONNINO GEBOREN 1901 VERSTECKT ÜBERLEBT                                               | Via Giorgio Regnoli, 88        | Celeste Sonnino (1901–)                                                                                                   |
|              | | Viale Fratelli Spazzoli, 41    | Arturo Spazzoli (1923–1944)                                                                                               |
|              | HIER WOHNTE ITALA SPAZZOLI GEBOREN 1904 VERHAFTET 7.8.1944 DEPORTIERT 1944 DACHAU BEFREIT                 | Via Bruni, 16                  | Itala Spazzoli (1904–1980)                                                                                                |
|              | | Viale Fratelli Spazzoli, 41    | Tonino Spazzoli (1899–1944)                                                                                               |

## Verlegedaten
- 19. Januar 2022: Cesena (Piazza del Popolo)
- 25. Januar 2022: Cesena (Corso Comandini, Corso Garibaldi), Forlì (Corso Diaz, 63; Corso della Repubblica, 108; Corso Giuseppe Garibaldi, 2)
- 26. Januar 2023: Forlì (Piazzetta Don Pietro Garbin, 8; Via Bruni, 16; Via Giorgio Regnoli, 88)
- 17. April 2023: Forlì (Viale Fratelli Spazzoli, 41)